# Врати се Зоне
Зона Замфирова 2: Врати се, Зоне српски је филм из 2017. године у режији Југа Радивојевића а по сценарију Иване и Мирослава Митића, написаном по мотивима књиге Зона Замфирова, шта је било после Душице Милановић Марике.
Филм је премијерно приказан 24. јануара 2017. године у Београду.
Овај филм, мада рађен од стране другог режисера, са потпуно другом екипом и по мотивима писца данашњице, замишљен је као наставак филма Здравка Шотре Зона Замфирова из 2002. године, који је рађен по мотивима истоименог романа Стевана Сремца.

## Радња
Зона и Мане не могу да добију децу, а њихов идеални брак нарушава Калина која је, иако удата, још увек заљубљена у Манета.

## Улоге
Следи упоредна листа глумаца који су тумачили Сремчеве ликове: у првој у филму Здравка Шотре, у другој Југа Радивојевића.
| Лик                  | Филм                    | Филм                    |
| Лик                  | Зона Замфирова          | Зона Замфирова 2        |
| -------------------- | ----------------------- | ----------------------- |
| Зона Замфирова       | Катарина Радивојевић    | Бранкица Себастијановић |
| Мане Кујунџија       | Војин Ћетковић          | Милан Васић             |
| Хаџи-Замфир          | Драган Николић          | Никола Ристановски      |
| Ташана               | Милена Дравић           | Југослава Драшковић     |
| тетка Дока           | Радмила Живковић        | Љиљана Стјепановић      |
| Јевда                | Светлана Бојковић       | Љиљана Драгутиновић     |
| Таска                | Ружица Сокић            | Нела Михаиловић         |
| Манулаћ              | Небојша Илић            | Никола Стошић           |
| Перса                | Даница Максимовић       | Горица Поповић          |
| Јордан               | Бранимир Брстина        | Милан Лане Гутовић      |
| поп Божа             |                         | Бранко Ђурић            |
| попадија Сида        |                         | Тања Бошковић           |
| Васка                | Слобода Мићаловић       |                         |
| Дика                 |                         | Драгана Мићаловић       |
| Перица               | Никола Ђуричко          | Милан Калинић           |
| Калиопа              | Јелица Сретеновић       | Радмила Кочевска        |
| Калина               | Марија Вицковић         | Марина Ћосић            |
| Василија             | Ана Франић              |                         |
| Гена                 | Бојана Бамбић           | Марија Стокић           |
| Францишек            | Предраг Ејдус           |                         |
| Фењерџија            | Михајло Бата Паскаљевић |                         |
| певачица Ајша        | Биља Крстић             | Љупка Стевић            |
| трбушна плесачица    |                         | Силвиа Ђогани           |
| Стеван Сремац        | Тихомир Станић          |                         |
| Уранија              | Сања Крстовић           | Исидора Рајковић        |
| Пајица               | Александар Маринковић   |                         |
| Поте                 | Владимир Црвенковић     | Александар Ристоски     |
| Коте                 | Александар Михаиловић   | Душан Матејић           |
| Николета             | Јасминка Хоџић          |                         |
| новинар              | Младен Недељковић       | Иван Бекјарев           |
| Костадинка           | Драгана Илић            | Јована Стипић           |
| Рушка                | Станислава Милосављевић |                         |
| Амет                 | Ратомир Васиљевић       | Стефан Бузуровић        |
| Кујунџија            | Александар Лазаревић    |                         |
| Параскева            | Ангелина Тошић          |                         |
| Професор             | Слободан Алексић        |                         |
| Мада                 | Снежана Петровић        |                         |
| мала Зона            | Јана Милосављевић       |                         |
| Гмитраћ грнчар       | Љубиша Баровић          |                         |
|                      | Милан Наков             |                         |
|                      | Зоран Живковић          |                         |
|                      | Марија Поповић          |                         |
|                      | Тања Ранчић             |                         |
|                      | Батица Андрејевић       |                         |
| возач фијакера       | Славољуб Плавшић        |                         |
|                      | Владимир Ковачевић      |                         |
|                      | Зоран Николић           |                         |
| Јован                | Емил Сућеска            |                         |
| Маре Мрав            |                         | Стефан Јовановић        |
| Јуца                 |                         | Катарина Тричковић      |
| Неда                 |                         | Ива Стефановић          |
| Враноје              |                         | Игор Дамњановић         |
| Михаило              |                         | Драган Вујић Вујке      |
| Божјак Петар         |                         | Пјер Рајковић           |
| Илија                |                         | Зоран Карајић           |
| Краљ Петар           |                         | Мики Крстовић           |
| Принц Ђорђе          |                         | Александар Вучковић     |
| Тајанствени господин |                         | Горан Јевтић            |
| Газда Трајче         |                         | Драган Божа Марјановић  |
| Златица              |                         | Татјана Димитријевић    |
| Милка                |                         | Матеа Милосављевић      |
| Џуџе                 |                         | Љиљана Радивојевић      |
| Муштерија мајка      |                         | Мирјана Рашљић          |
| Муштерија ћерка      |                         | Биљана Тодоровић        |
| Згодна муштерија     |                         | Бојана Ординачев        |
| Доне                 |                         | Семента Рајхард         |
| Шана                 |                         | Милица Мајкић           |
| Софка                |                         | Исидора Грађанин        |
| Мангуп 1             |                         | Ратко Танкосић Сарма    |
| Мангуп 2             |                         | Иван Денић              |
| Келе Крстић          |                         | Петар Ћирица            |
| Мистер Скот          |                         | Раул Алберто Диас       |
| Грета                |                         | Катарина Срећковић      |
| Коштана              |                         | Милена Васић            |
| Сиротица             |                         | Маријана Злопаша        |
| Краљев генерал       |                         | Веселин Вуковић         |

## Продукција
Филм се базира на сценарио који су написали Ивана и Мирослав Митић, по мотивима књиге Зона Замфирова, шта је било после Душице Милановић Марике. Филм је режирао Југ Радивојевић.
Филм jе сниман од 18. августа до 1. октобра 2016. године у Врању, Нишу, Пироту, Ваљеву, Сурдулици, Новом Пазару, Сенти и Београду.

## Музика
Музику за филм је компоновао Ненад Милосављевић, познат као фронтмен српске рок групе Галија који је радио музику и за филм Зона Замфирова.

## Занимљивости
- Улога Зоне Замфирове је била понуђена Катарини Радивојевић која је играла у првом филму, али је она одбила да игра.[4]
- Здравко Шотра је изјавио да нема никакве везе са овим пројектом и да не жели да се његово име доводи у било какву везу са овим филмом.[5]